# Xã Kent, Quận Edmunds, South Dakota
Xã Kent (tiếng Anh: Kent Township) là một xã thuộc quận Edmunds, tiểu bang Nam Dakota, Hoa Kỳ. Năm 2010, dân số của xã này là 29 người.